# Colton Haynes
Colton Lee Haynes  (født 13. juli 1988 i Kansas, USA) er en amerikansk skuespiller og model som er mest kendt for at spille rollen Jackson Whittemore i den overnaturlige drama tv-serie Teen Wolf, og som Roy Harper / Arsenal i superhelte serien  Arrow.

## Biografi

### Tidligt liv
Colton Lee Haynes var født i Andale, Kansas. Han voksede op på en gård i Andale sammen med hans forældre og 5 søskende, men han har også boet andre steder, deriblandt Arkansas, New Mexico, Texas og Florida.
Han har gået i skole ved Navarre High School, som ligger i Florida, Andale High School, som ligger i Kansas, og han blev gradueret ved Samuel Clemens High School, som ligger i Texas.

### Karriere
Colton Haynes begyndte sin  modelkarriere i en alder af 15 i New York City, New York. Han begyndte sin skuespiller karriere i 2007, hvor han fik en lille rolle i blockbusters Transformers film. Model karrieren var blevet sat på pause, og Colton blev involveret i en række tv-serier og film. Han startede ud med små roller, og endte i 2009 med at få rollen som Shane i Showtime serien Look. Serien fik premiere i 2010, og serien blev annulleret efter dens første sæson.  I marts 2010 fik Colton rollen som Brett Crezski, i tv-serien The Gates. Serien blev også annulleret efter dens første sæson. I 2011, fik Colton rollen Jackson  Whittemore, i tv-serien Teen Wolf, som var baseret på en film fra 1985 med samme navn. I Oktober 2012, annonceret Colton at han ville forlade serien efter 2 sæsoner. Hvor efter han kom med en udmelding "Jeg er ked af at dette kapitel er ovre, men jeg er spændt på et nyt til at begynde". I starten af 2012 fik Colton rollen Roy Harper, i tv-serien  Arrow. Colton forlod tv-serien efter 3 sæsoner. I 2014 trådte Colton kort tilbage til sin model karriere, og deltog i Abercrombie & Fitch's "Making of a Star" kampagnen. 
I 2017 vendte han tilbage som gæst rolle i superhelte serien  Arrow, som Roy Harper i sæson 6. I april 2018, blev det annonceret at Colton havde skrevet under på at vende tilbage til serien i sæson 7 som regulær rolle igen. I august 2019, bekræftede Colton at han ikke ville deltage i tv-seriens allersidste sæson.

## Personlige liv
Colton Haynes har kæmpet med angst i hele sit liv. I 2016 efter offentlige spekulationer, sprang han ud som homoseksuel i et interview med Entertainment Weekly.
Han giftede sig med Jeff Leatham i 2017, og de blev senere hen skilt i 2019.
Colton Haynes' mor døde i 2017 af sygdom.

## Filmografi
| År                   | Titel                        | Rolle                  | Bemærk                                               |
| -------------------- | ---------------------------- | ---------------------- | ---------------------------------------------------- |
| Fjernsyn             |                              |                        |                                                      |
| 2017                 | American Horror Story: Cult  | Detective Jack Samuels | 6 episoder                                           |
| 2016                 | Scream Queens                | Tyler                  | Gæst rolle; 2 episoder                               |
| 2016                 | The Grinder                  | Luke Grinder           | Gæst rolle; 2 episoder                               |
| 2013–2016, 2018–2019 | Arrow                        | Roy Harper / Arsenal   | Hovedrolle (sæson 2–3, 7) Gæst stjerne (sæson 4 & 6) |
| 2011                 | The Nine Lives of Chloe King | Kai                    | TV-Serie                                             |
| 2011–2012, 2017      | Teen Wolf                    | Jackson Whittemore     | TV-Serie                                             |
| 2010                 | Look: The Series             | Shane                  | TV-Serie                                             |
| 2010                 | The Gates                    | Brett Crezski          | TV-Serie                                             |
| 2009                 | Melrose Place                | Jessie Roberts         | TV-Serie                                             |
| 2009                 | Always and Forever           | Scott Holland          |                                                      |